# 大鱗凡塘鱧
大鱗凡塘鳢，为輻鰭魚綱鱸形目鰕虎魚科凡塘鳢属的鱼类，俗名石壁美塘鳢。

## 分布
本魚分布于印度太平洋區，紅海、東非、模里西斯、葛摩、塞席爾群島、葉門、馬爾地夫、斯里蘭卡、泰國、越南、日本、臺灣、菲律賓、印尼、澳洲、關島、斐濟、密克羅尼西亞、新喀里多尼亞、馬紹爾群島、萬那杜、帛琉、馬里亞納群島、薩摩亞群島等海域。

## 深度
水深2至30公尺。

## 特徵
本魚體延長呈圓柱狀，眼睛突出，腹鰭癒合成吸盤。魚體白色，散布3至4列金黃色斑點，尾鰭圓形，背鰭硬棘7枚；背鰭軟條11至12枚；臀鰭硬棘1枚；臀鰭軟條11至12枚，體長可達20公分。

## 生態
本魚棲息在礁岩外圍沙地，居住於洞穴中，生性機警，屬肉食性，以小型無脊椎動物為食。

## 經濟利用
可做為觀賞魚。